# Thainycteris torquata

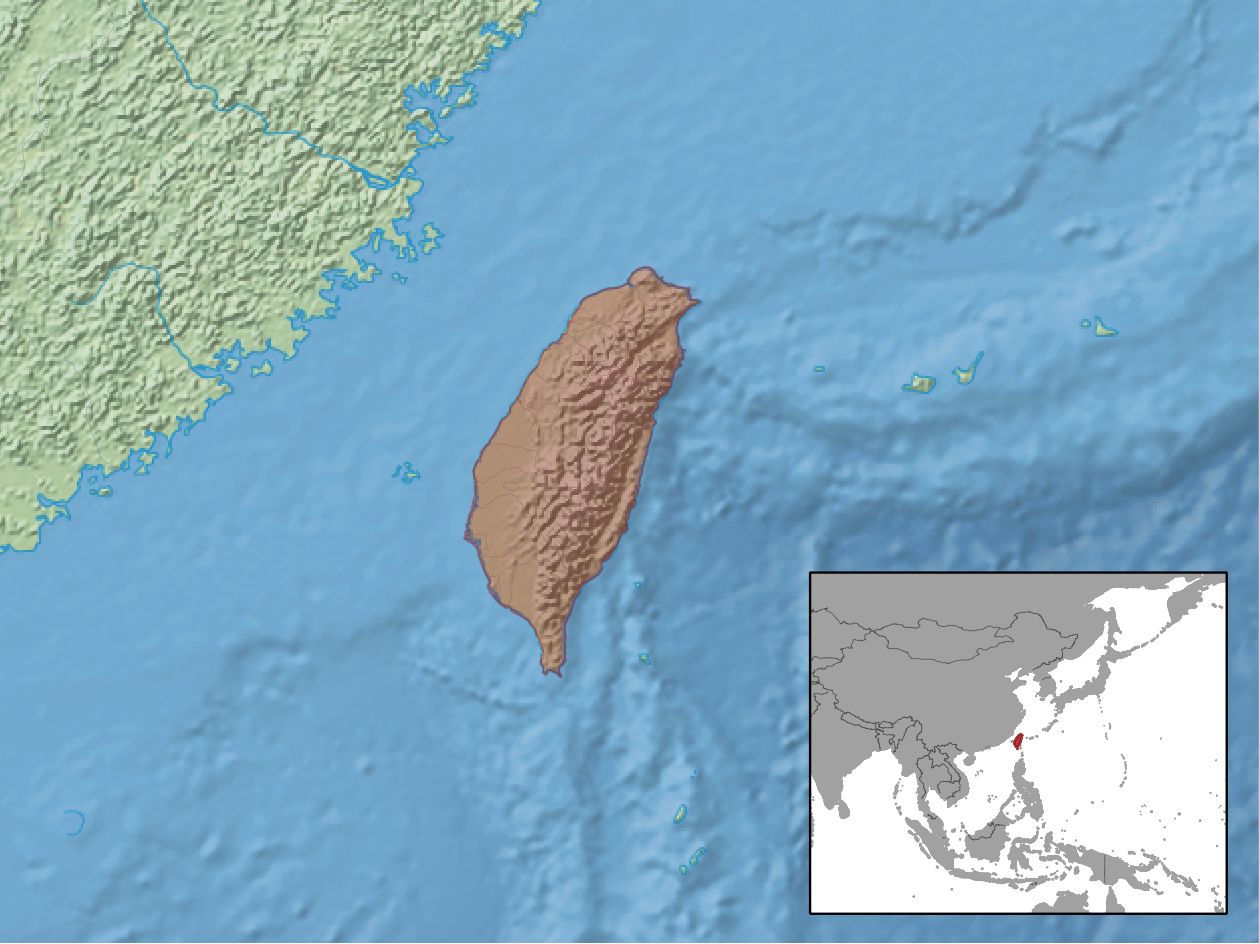
Verspreidingsgebied

Thainycteris torquata is een vleermuis uit het geslacht Thainycteris die voorkomt in de bergen van Taiwan. Er zijn slechts vijf exemplaren bekend. De soort is het nauwst verwant aan T. aureocollaris uit de bergen van Zuidoost-Azië.

## Kenmerken
Thainycteris torquata is een middelgrote soort voor het geslacht. De vacht is zwart, maar de rugharen hebben bronskleurige punten en de buikharen zilvergrijze. Over de keel loopt een lichte band, waaraan de soort zijn naam te danken heeft (Lat. torquus "halsketting"). De voorarmlengte bedraagt 43,6 tot 45,5 mm, de schdellengte 16,25 tot 16,86 mm.